# محمود سريع القلم
محمود سريع القلم (من مواليد 1959) هو أستاذ جامعي في العلاقات الدولية بكلية الاقتصاد والعلوم السياسية في جامعة شهيد بهشتي (التي كانت تعرف سابقًا بالجامعة الوطنية الإيرانية) منذ عام 1987. وُلِد في طهران، إيران. حصل على درجة البكالوريوس في العلوم السياسية/الإدارة من جامعة كاليفورنيا، نورث ردج عام 1980، ثم درجتي الماجستير والدكتوراه في العلاقات الدولية من جامعة جنوب كاليفورنيا عامي 1982 و1987 على التوالي. كما أكمل برنامجًا بعد الدكتوراه في جامعة أوهايو عام 1997. خلال العام الأكاديمي 2009–2010، قام بالتدريس في جامعة الكويت. وهو حاليًا أستاذ في جامعة لويولا ماريمونت يواصل تدريس العلاقات الدولية.
يتخصص سریع‌القلم في السياسات الدولية في الشرق الأوسط، والسياسة الخارجية الإيرانية، والثقافة السياسية، وقد كتب كثيرًا باللغات الفارسية والعربية والإنجليزية. وهو عضو في جمعية الدراسات الدولية (الولايات المتحدة)، ومجلس الأجندة العالمية التابع لـالمنتدى الاقتصادي العالمي (سويسرا)، ومجموعة المشورة بشأن إيران في المجلس الأطلسي. كما أنه باحث غير مقيم في ASERI (إيطاليا) ومعهد الشرق الأوسط. شارك عام 2006 في مجموعة بلدربيرغ في أوتاوا، كندا.

## أعمال منشورة
- "هل إيران دولة أيديولوجية؟"، المجلس الأطلسي، 8 يوليو 2024
- "العوامل المؤثرة في حسابات إيران الحالية بشأن الاتفاق النووي"، معهد الشرق الأوسط، 11 يوليو 2022
- "دور الخوارزميات في الجمود المستمر بين الولايات المتحدة وإيران"، معهد الشرق الأوسط، 16 أبريل 2021
- "إيران بلا انقطاع"، مؤسسة كارنيغي للسلام الدولي، 8 يونيو 2021
- "أزمات الحكم: المأزق المستمر في الشرق الأوسط"، جامعة كيوتو، فبراير 2021
- "آفاق التغيير في السياسة الخارجية الإيرانية"، مؤسسة كارنيغي، 2018
- "الاستبداد الإيراني في عهد البهلويين (بالفارسية)"، الطبعة الثالثة، 2020
- "مصادر الاستمرارية في السياسة الخارجية الإيرانية"، في كتاب "سياسة واقتصاد الخليج في عالم متغير"، 2014
- "العقلانية والتنمية الوطنية الإيرانية (بالفارسية)"، الطبعة السابعة عشرة، 2022
- "الاستبداد الإيراني في فترة القاجار (بالفارسية)"، الطبعة الرابعة عشرة، 2022
- "التحول في الشرق الأوسط: الحقائق العربية الجديدة وإيران"، مجلة سياسة الشرق الأوسط، ربيع 2013
- "تطور الدولة في إيران: منظور الثقافة السياسية"، مركز الدراسات الاستراتيجية بجامعة الكويت، 2010
- "الثقافة السياسية الإيرانية (بالفارسية)"، بحث ميداني قائم على 900 استبيان، الطبعة الثامنة، 2021
- "العلاقات الدولية في إيران: الإنجازات والقيود"، في كتاب "الدراسات الدولية حول العالم"، 2009
- "إيران تبحث عن ذاتها"، مجلة "التاريخ المعاصر"، ديسمبر 2008

روايته السياسية عن إيران ما بعد الثورة بعنوان "زهور مهشمة" (بالإنجليزية) في مراحلها النهائية من الإعداد.
نشر أيضًا مقالة بعنوان "الأصولية والسياسة الخارجية الإيرانية" في كتاب مرتقب من منشورات جامعة كامبريدج حول السياسة الخارجية الإيرانية.
يركز حاليًا في أبحاثه على علم النفس السياسي للاستبداد والجذور المفاهيمية للسياسة الخارجية الإيرانية.

## روابط خارجية
- الموقع الرسمي
 (بالفارسية)
- السيرة الذاتية على موقع جامعة شهيد بهشتي على موقع واي باك مشين (نسخة محفوظة 10 ديسمبر 2008)